# Nery Santos Gómez
Pour les articles homonymes, voir Santos (homonymie) et Gomez.
 (août 2024).
Le contenu est difficilement compréhensible vu les erreurs de traduction, qui sont peut-être dues à l'utilisation d'un logiciel de traduction automatique.
Nery Santos Gómez, née le 1967 à Caracas au Venezuela, est une auteure américaine-vénézuélienne.

## Biographie
Nery Santos Gómez est née au Venezuela le 21 août 1967. Elle est titulaire d'un diplôme en relations industrielles de l'Université catholique Andrés-Bello (1989) et d'une maîtrise en création littéraire de Universidad del Sagrado Corazón à San Juan, Puerto Rico (2016),.
Les livres publiés comprennent Hilandera de Tramas (2012), Lazareto de Afecciones (2018) et Al Borde de la decencia (2018). D'autres histoires ont été publiés dans différentes anthologies au niveau international. Gómez a participé à l'anthologie Palenque, vainqueur en 2014 du Prix portoricain de Littérature Pen Club, avec l'histoire Hacinamiento,,.
Elle a été finaliste, publié dans le «Bovarismos Prix International des Femmes Narrative» concours 2014 à Miami avec l'histoire Desde mi balcón. De plus, elle a été parmi les gagnants de la Guilde des écrivains portoricains «Entre Libros» de concours de nouvelles et mai 2016 a été publié avec son histoire: «El mundo entero». Gómez faisait partie du conseil d'administration de la « Writers Guild of Puerto Rico » en 2013 et 2014. Elle a participé au projet d' écriture Borinquen à l'Universidad del Sagrado Corazón où elle a obtenu le diplôme de  consultant en écriture. Elle est actuellement membre à part entière de l'Académie Colombienne des Lettres et Philosophie de Bogotá, en Colombie.
Le livre de Gómez Lazareto de afecciones a été choisi par El Nuevo Dia comme l'un des meilleurs livres de 2018,. Un an plus tard, Lazareto de afecciones a remporté trois prix aux International Latino Book Awards 2019, ILBA,.

## Œuvre

### Livres
- Hilandera de tramas, 2012
- Lazareto de afecciones, 2018 [11]
- Al borde de la decencia, 2019
- Transcender le Lazaret (version anglaise de Lazareto de afecciones), 2020
- Fronteras desdibujadas, 2021

### Histoires
- Las maletas, 2012 (publié dans Huellas a la mar: Tercera antología internacional de revista Literarte)
- Hacinamiento, 2013 (publié dans Palenque: Antología puertorriqueña)
- Desordenadas palomitas de maíz, 2013 (publié dans Karmasensual8)
- Desde mi balcón, 2014 (publié dans Soñando en Vrindavan y otras historias de ellas)
- El mundo entero, 2016 (publié dans Entre libros)
- Osadas orquídeas, 2018 (publié dans Divina: La mujer en veinte voces)
- Depresión, 2018 (publié dans Divina: La mujer en veinte voces)
- Yo, el fisgón de doña Elena, 2018 (publié dans Divina: La mujer en veinte voces)
- De mangos y mujeres divinas, 2018 (publié dans Divina: La mujer en veinte voces)
- Serendipitas, 2020 (publié dans Amores de cine. Pasiones más allá del celuloid)
- En la fila del cine, 2020 (publié dans Amores de cine. Pasiones más allá del celuloide)
- Cuarentena literaria. Poèmes et relatos que escaparon al encierro, 2020 (Coordonnateur)